# Schwerin (Landkreis Dahme-Spreewald)
Schwerin (niedersorbisch Zwěrin) ist eine Gemeinde im Landkreis Dahme-Spreewald in Brandenburg. Sie gehört dem Amt Schenkenländchen an. Verwaltungssitz des Amtes ist die Stadt Teupitz.

## Geografie
Schwerin liegt nahe Königs Wusterhausen direkt am Teupitzer See, Schweriner See und am Zemminsee. Nachbargemeinden sind Groß Köris und die Stadt Teupitz.

## Gemeindegliederung
Zur Gemeinde gehört der Wohnplatz Schweriner Horst.

## Geschichte und Etymologie

### 16. und 17. Jahrhundert
Schwerin wurde in einer Lehnsurkunde des Kurfürsten Joachim von Brandenburg an die Brüder Hans und Christoph Schenk zu Landsberg, datiert am 22. Juli 1546, erstmals als Zewerin und Zcwerin und damit vergleichsweise spät erwähnt. Diese slawische Bezeichnung bedeutet so viel wie Wild oder Wildgarten. Um 1600 lebten in dem Ort sechs Bauern sowie drei Kleinbauern. 1624 waren es sechs Hufner, drei Kötter und ein Hirte. Der Schulze bewirtschaftete zwei Hufen und zahlte einen Taler und 18 Groschen, die Hufner einen Taler und die Kötter zwölf Groschen an Abgaben. Der Hirte leistete einen Gulden. Im Dreißigjährigen Krieg wurde die Ortschaft wie viele andere Dörfer fast vollständig zerstört und lag beinahe wüst. Einer Überlieferung zufolge traf der Landreiter Michael Kienitz im Jahr 1652 lediglich den Bauern Hans Lew mit seinem Stiefsohn Martin an. 1658 wurde der Ort als „wüstes Dorf, darin nur ein Kötter“ bezeichnet. 1658 übergaben die Schenken von Landsberg den Ort an die Familie Ideler, kauften sie aber 1681 wieder zurück. 1682 lebte nach wie vor nur der Kötter im Ort. Die wüsten Bauernäcker wurden an einen Meier der Schenken verpachtet.

### 18. Jahrhundert
Die Bevölkerung wuchs zunächst langsam durch den Zuzug weiterer Menschen an. 1711 lebten fünf Hufner, ein Kötter und ein Hirte im Ort. Sie zahlten für sieben Hufen je vier Groschen. 1752 war die Schulzenstelle wiederbesetzt. Daneben gab es weitere sechs Kötter sowie einem Hausmann „mit einem neu erbauten Haus (sein Eigentum)“. 1771 standen im Ort sieben Giebel (=Wohnhäuser); es gab einen Hirten und die Abgaben waren konstant bei vier Groschen geblieben. Mit dem Verkauf des Schenkenländchens an den Preußischen Staat kam auch Schwerin im Jahr 1717 in die Herrschaft Königs Wusterhausens. In einer Originalurkunde des Brandenburgischen Landeshauptarchivs zur Herrschaft Teupitz wurde der Ort 1752 mit dem Namen Zwirne aufgeführt.

### 19. Jahrhundert
1801 lebten sechs Ganzbauern, ein Ganzkötter, ein Büdner und vier Einlieger im Ort. Sie betrieben neun Feuerstellen (=Haushalte). Im Jahr 1840 existierten zehn Wohnhäuser. 1843 kam es zu einem Brand in der Gemeinde, bei dem drei Wohnhäuser zerstört wurden. 1858 gab es sieben Hofeigentümer, die fünf Knechte und Mägde beschäftigten. Es arbeiteten zwei nebengewerbliche Landwirte im Ort sowie zwölf Arbeiter. Es gab neun Besitzungen. Sieben waren zwischen 30 und 300 Morgen groß (zusammen 1257 Morgen), zwei unter fünf Morgen (zusammen vier). Es gab einen Kaufmann, einen Schiffseigentümer mit zwei Schiffern und einem Stromfahrzeug, aber auch drei Arme. 1860 standen im Ort 12 Wohn- und 13 Wirtschaftsgebäude. Im Zuge der Preußischen Reformen erhielt im Jahr 1863 jeder Bauer 200 Morgen Land. 1893 eröffnete die erste Schule unter der Leitung von Alexander Haldensleben.

### 20. und 21. Jahrhundert

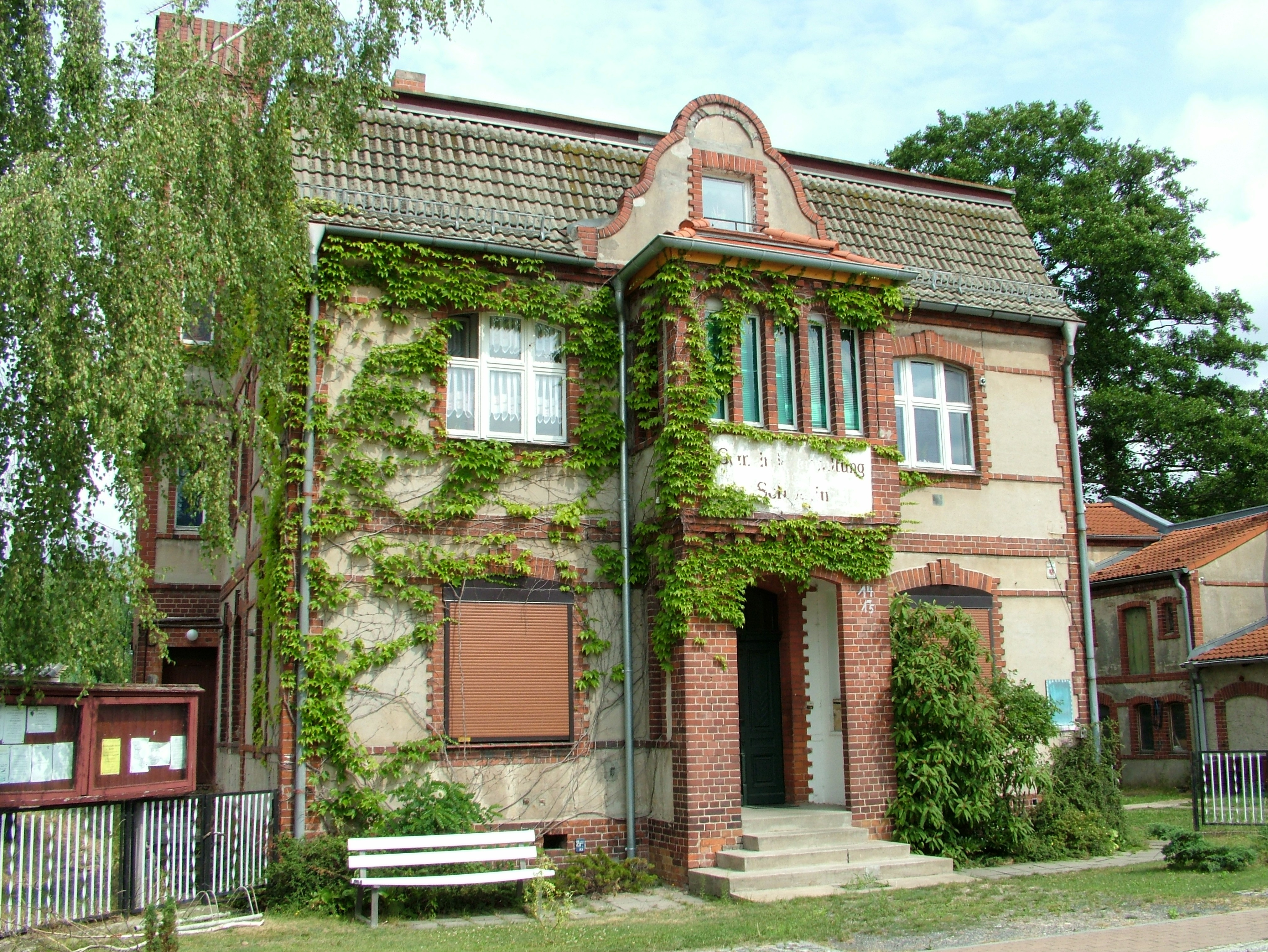
Ehemalige Gemeindeverwaltung

Mit der Jahrhundertwende wohnten im Jahr 1900 insgesamt 200 Einwohner in Schwerin: 101 Frauen und 99 Männer. 1923 erhielt der Ort den Anschluss an eine zentrale Elektrizitätsversorgung. Die Gemeinde stellte über eine Parzellierung zusätzliches Land zur Verfügung, und so stieg die Anzahl der Einwohner auf 378 im Jahr 1925, die in 111 Wohnhäusern lebten. Hinzu kamen Villen und Sommerhäuser, die überwiegend von Berliner Bürgern bewohnt wurden. Es entstanden die ersten Handwerksbetriebe, vier Handelsbetriebe und zwei Gaststätten. Im gleichen Jahr gründete sich die Freiwillige Feuerwehr. Ebenfalls im Jahr 1925 stellte die Gemeinde ein Kriegerdenkmal für die Gefallenen aus dem Ersten Weltkrieg auf und übergab es dem Landwehrverein von 1903. Drei Jahre später löste sich der Gutsbezirk Teupitz auf. Der Schweriner See, die darin liegende Halbinsel Schweriner Horst, der Mielitzsee sowie ein Teil des Teupitzer Sees kamen zu Schwerin. Die Bewohner errichteten im darauf folgenden Jahr die Horstbrücke und besiedelten ab 1928 die Halbinsel, nachdem ein Bürgerbegehren zur Einrichtung eines Naturdenkmals nicht die erforderliche Mehrheit fand. In den 1930er Jahren entstanden weitere Handwerksbetriebe, darunter ein Friseursalon und eine Schlosserei. Nach dem Ende des Zweiten Weltkrieges siedelten sich zahlreiche Heimatvertriebene aus den ehemaligen deutschen Ostgebieten an. Schwerin hatte zu dieser Zeit fast 1000 Einwohner. Es wurden 110 Hektar Land enteignet und davon 64 Hektar an die Stadt Teupitz abgegeben.
Bei den Wahlen in der SBZ erhielt die LDP mehr als 50 % der Stimmen und stellte bis 1954 den Bürgermeister. Im Jahr 1946 wurde die Schule für die oberen Klassen geschlossen; 1956 folgten die unteren Klassenzüge. In den Jahren 1959 und 1960 gründeten sich die ersten LPGs, darunter die LPG Typ I (Frühlingssturm) unter der Leitung von Fritz Bulicke. Sie wurde mit Wirkung zum 1. Januar 1975 mit den Betrieben in Teupitz und Tornow zur Zwischenbetrieblichen Einrichtung vereinigt.
In den Jahren 1961 und 1962 errichteten die Bürger ein Feuerwehrhaus, 1984 einen Kultur- und Schulungsraum. 1997 und 1998 konnte die Birkenstraße neu bebaut werden. Ein Jahr später begannen die Bauarbeiten für eine Kindertagesstätte mit Mehrzweckraum, die 2000 abgeschlossen werden konnten. Im gleichen Jahr errichtete die Gemeinde ein Sanitär- und Sozialgebäude am Badestrand. 2004 und 2005 wurde eine neue Brücke zur Halbinsel errichtet. 2007 erhielt die Freiwillige Feuerwehr ein neues Feuerwehrhaus.

### Verwaltungsgeschichte
Schwerin gehörte seit 1836 zum Kreis Teltow in der Provinz Brandenburg und ab 1952 zum Kreis Königs Wusterhausen im DDR-Bezirk Potsdam. Seit 1993 liegt die Gemeinde im brandenburgischen Landkreis Dahme-Spreewald.

## Bevölkerungsentwicklung
| Jahr | Einwohner |
| ---- | --------- |
| 1875 | 136       |
| 1890 | 155       |
| 1910 | 316       |
| 1925 | 378       |
| 1933 | 420       |
| 1939 | 521       |

| Jahr | Einwohner |
| ---- | --------- |
| 1946 | 966       |
| 1950 | 885       |
| 1964 | 871       |
| 1971 | 892       |
| 1981 | 815       |
| 1985 | 766       |

| Jahr | Einwohner |
| ---- | --------- |
| 1990 | 749       |
| 1995 | 709       |
| 2000 | 665       |
| 2005 | 643       |
| 2010 | 630       |
| 2015 | 814       |

| Jahr | Einwohner |
| ---- | --------- |
| 2020 | 905       |
| 2021 | 917       |
| 2022 | 961       |
| 2023 | 964       |
| 2024 | 965       |

Gebietsstand des jeweiligen Jahres, Einwohnerzahl: Stand 31. Dezember (ab 1991), ab 2011 auf Basis des Zensus 2011, ab 2022 auf Basis des Zensus 2022 

## Politik

### Gemeindevertretung
Die Gemeindevertretung von Schwerin besteht aus zehn Gemeindevertretern und dem ehrenamtlichen Bürgermeister. Die Kommunalwahl am 26. Mai 2019 führte zu folgendem Ergebnis:
| Partei / Wählergruppe     | Stimmenanteil | Sitze |
| ------------------------- | ------------- | ----- |
| Bürgerinitiative Schwerin | 86,7 %        | 9     |
| Bündnis 90/Die Grünen     | 13,3 %        | 1     |

### Bürgermeister
- 1993–2021: Heinz Gode (Bürgerinitiative Schwerin)[10][11]
- seit 2021: Michael Manthey (BI Schwerin)[12]

Manthey wurde in der Bürgermeisterwahl am 9. Juni 2024 ohne Gegenkandidat mit 93,1 % der gültigen Stimmen für eine weitere Amtszeit von fünf Jahren gewählt.

### Wappen
| Wappen der Gemeinde Schwerin | Blasonierung: „Von Blau und Grün durch einen silbernen, S-förmigen Pfahl gespalten, vorn zwei silberne balkenweise übereinander schwimmende Hechte, hinten eine die Giebelseite zeigende silberne Hausfront mit schwarzem Fachwerk.“ |
| Wappen der Gemeinde Schwerin | Die Gemeindevertretung Schwerin beschloss am 22. März 2018 die Annahme des vorstehend beschriebenen Wappens, das der Minister des Innern von Brandenburg am 28. Januar 2019 genehmigte. Entwurf: Wolfgang Mai.                       |

## Sehenswürdigkeiten und Kultur

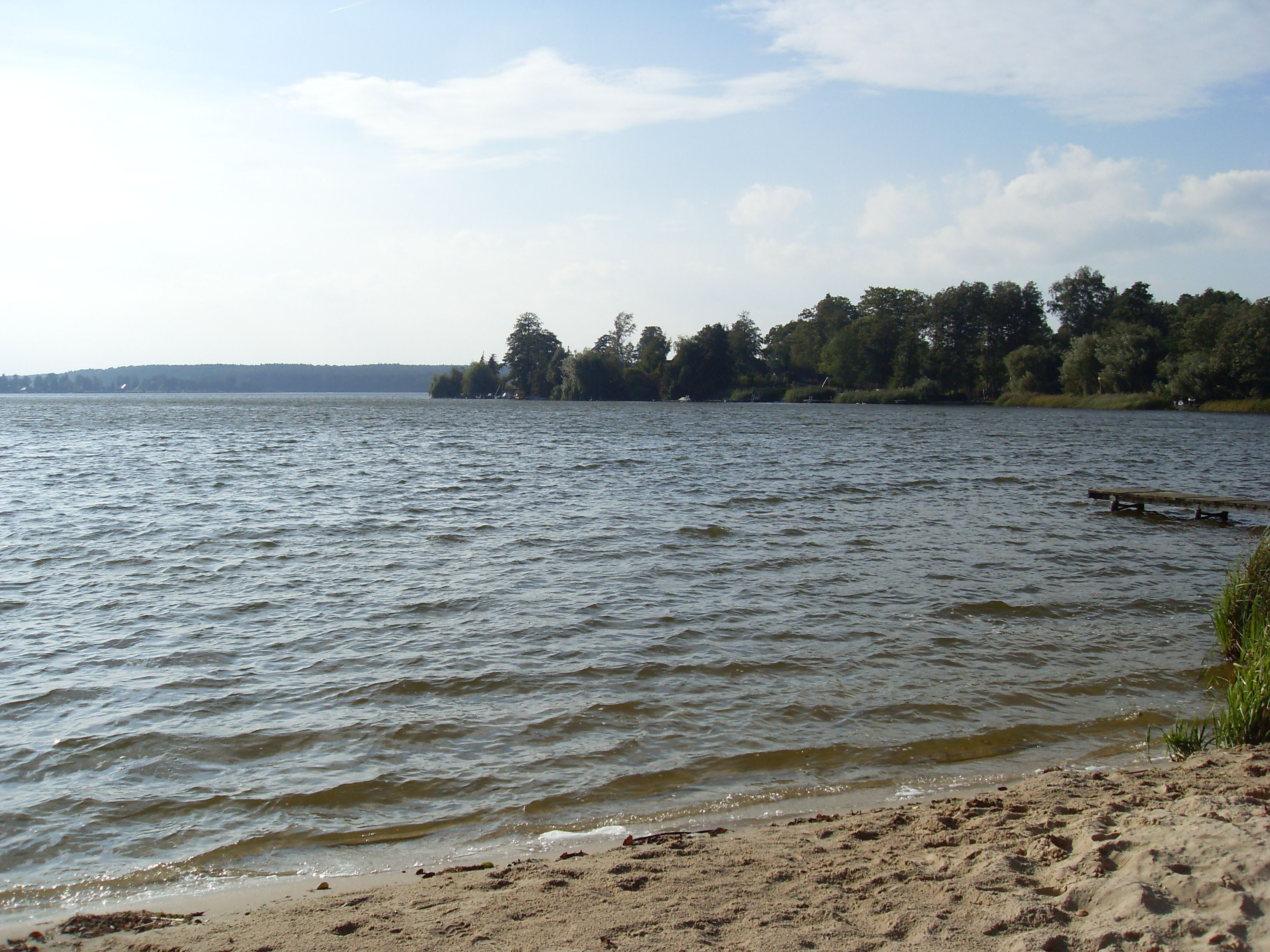
Badestelle am Teupitzer See

- Schweriner See, Teupitzer See und Teupitzer Heide
- Hohe Bude, eine 62 Meter hohe Erhebung südlich des Mielitzsees

## Wirtschaft und Infrastruktur

### Unternehmen
In Schwerin haben neben gastronomischen Einrichtungen ein Autohaus sowie mehrere Dienstleistungsunternehmen ihren Sitz.

### Verkehr
Schwerin liegt direkt an der Anschlussstelle Groß-Köris (4) der Bundesautobahn 13 Berlin–Dresden.

### Vereine
In Schwerin existieren vier Vereine: die Freiwillige Feuerwehr Schwerin, ein Anglerverein, die Schweriner See Schützen sowie der Bürgerverein Schenkenland e. V.